# In a Pinch
In a Pinch è un cortometraggio muto del 1919 diretto da William A. Seiter alla sua dodicesima regia.

## Produzione
Il film fu prodotto per la  National Film Corporation of America (con il nome Capitol Comedies) da William Parsons, un attore che aveva cominciato a produrre film nel 1918 con Tarzan of the Apes di Scott Sidney, il secondo adattamento per lo schermo dal romanzo di Edgar Rice Burroughs.

## Distribuzione
Distribuito dalla Goldwyn Distributing Company, il film - un cortometraggio in due bobine - uscì il 1º giugno 1919.